# Adixoa
Adixoa é um gênero de traça pertencente à família Brachodidae.